# Phelsuma

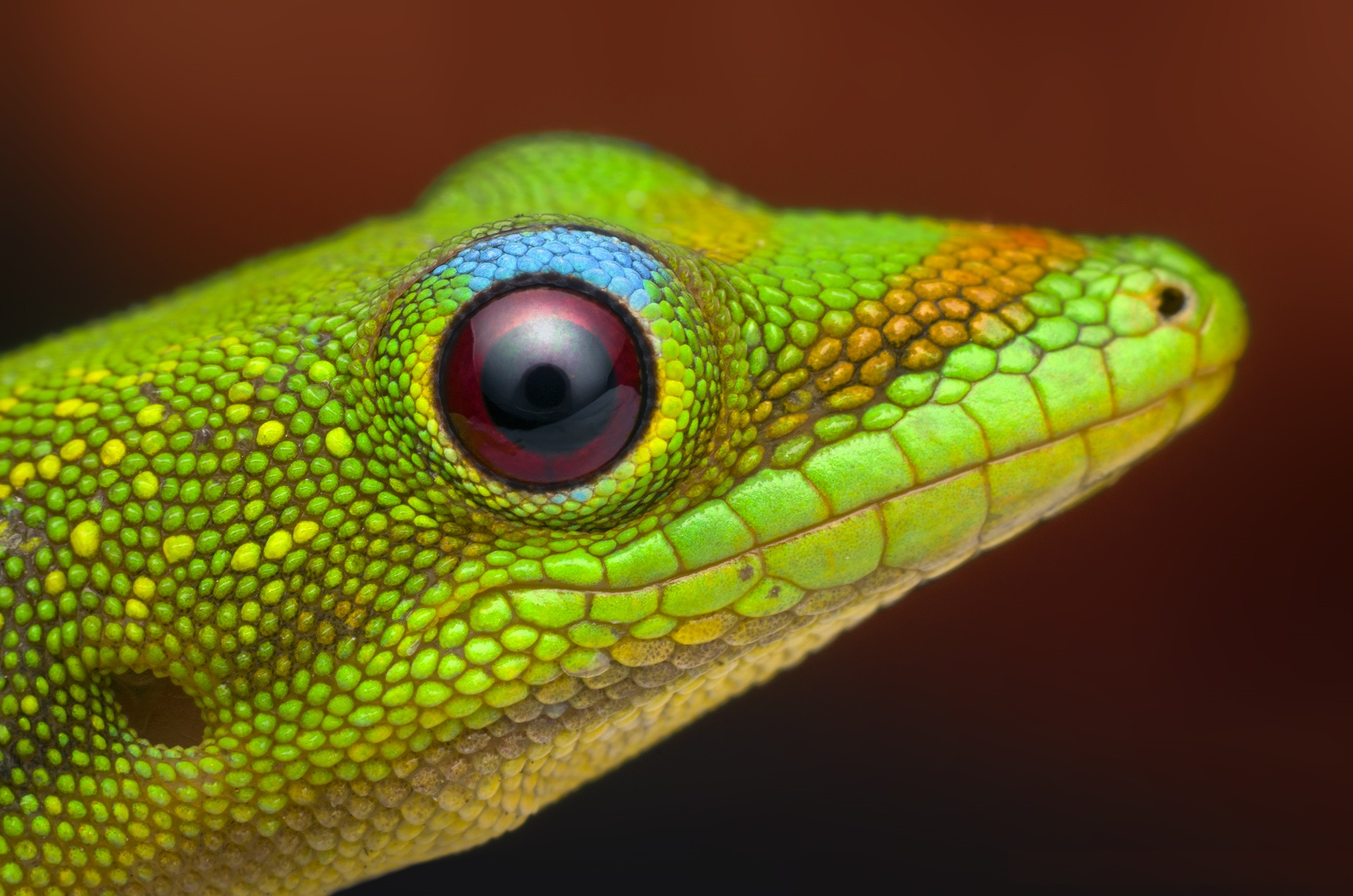
Detalle de cabeza de Phelsuma laticauda

Phelsuma es un género de la familia Gekkonidae de geckos tropicales de bello colorido que se distribuyen por África del Este y varias islas del océano Índico, comúnmente conocidos como geckos diurnos.
Algunos de estos reptiles están seriamente amenazados y algunos son comunes, pero todas las especies de Phelsuma están incluidas en el Apéndice II de CITES. Se sabe poco sobre el comercio de estos animales, pero la UICN considera esto una amenaza para algunas especies. Variedad de especies son criadas en cautiverio.

## Descripción
A diferencia de la mayoría de las otras especies de gecos, los del género Phelsuma están activos principalmente durante el día. Otras especie diurnas incluyen especies de los géneros Lygodactylus y Gonatodes. Como la mayoría de los otros gecos, los gecos diurnos carecen de párpados, en su lugar tienen las pupilas redondeadas y una capa clara y fija que cubre sus ojos que limpian con su lengua. Muchas especies tienen colores verdes, rojos y azules brillantes que los hacen populares como mascotas de terrario. Estos brillantes colores juegan un importante papel en el reconocimiento intraespecie y también sirven como camuflaje.
La longitud total hasta la cola de las diferentes especies de Phelsuma varía entre unos 6,5 y 30 centímetros, pero el extinto Phelsuma gigas era aún más grande. Los gecos diurnos tienen almohadillas en los dedos que consisten en pequeñas láminas que les permiten caminar sobre superficies verticales e invertidas como el bambú o el vidrio. El interior del dedo de cada pie es vestigial. Los machos tienen poros femorales bien desarrollados en la superficie inferior de sus miembros posteriores. Estos poros están menos desarrollados o ausentes en las hembras. Las hembras a menudo tienen sacos endolinfáticos bien desarrollados a los lados de sus cuellos. Estos sacos almacenan el calcio, que es necesario para la producción de huevos. Esos huevos pueden verse a menudo a través de la superficie ventral del cuerpo de la hembra poco antes de ser puestos. Las crías alcanzan la madurez sexual entre los 6 y 12 meses de edad. Las especies más pequeñas pueden vivir hasta 10 años, mientras que las especies más grandes se tiene consciencia de que viven más de 20 años en cautiverio.

## Alimentación
Los gecos diurnos se alimentan de insectos y otros invertebrados varios en la naturaleza. También comen néctar, polen, y ocasionalmente fruta madura y dulce como los plátanos.
En cautiverio, tal dieta es simulada. Entre los insectos que se pueden utilizar se encuentran: moscas de la fruta (sin alas), moscas, polillas, grillos y gusanos de la harina. La fruta, que se requiere unas cuantas veces a la semana, puede ser pequeños trozos de papaya, plátano u otra fruta dulce y también néctares de geco comercial.
En 2008 un equipo de filmación de la BBC tomó imágenes de un ejemplar de Phelsuma pidiendo exitosamente a un fulgoromorfo que le diera melaza.

## Especies
Se reconocen las 52 especies siguientes:
- Phelsuma abbotti Stejneger, 1893.
- Phelsuma andamanense Blyth, 1861.

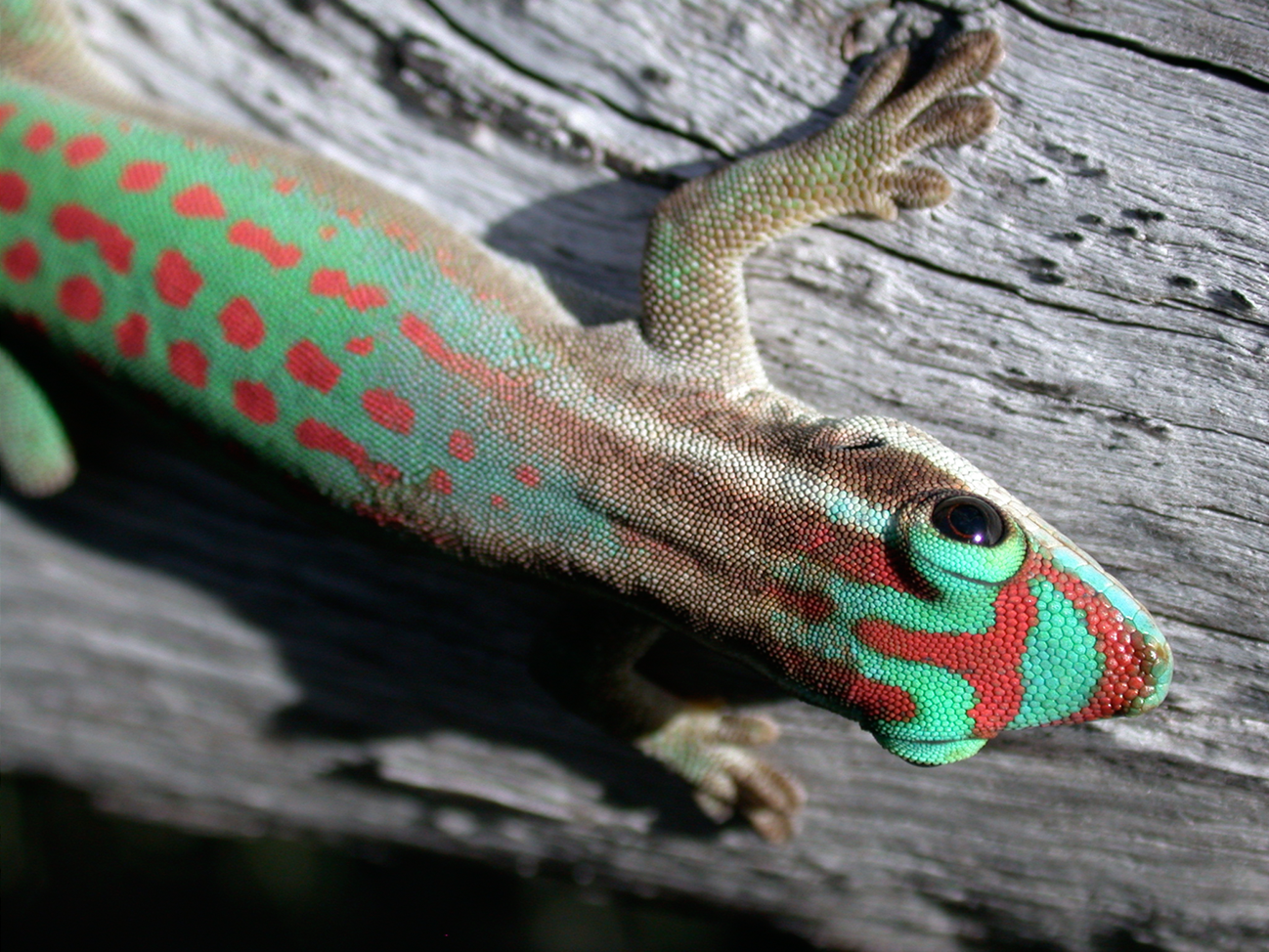
Phelsuma ornata

- Phelsuma antanosy Raxworthy & Nussbaum, 1993.
- Phelsuma astriata Tornier, 1901.
- Phelsuma barbouri Loveridge, 1942.
- Phelsuma berghofi Krüger, 1996.
- Phelsuma borai Glaw, Köhler & Vences, 2009.
- Phelsuma borbonica Mertens, 1966.
- Phelsuma breviceps Boettger, 1894.
- Phelsuma cepediana (Milbert, 1812).
- Phelsuma comorensis Boettger, 1913.
- Phelsuma dorsivittata Mertens, 1964.
- Phelsuma dubia (Boettger, 1881).
- Phelsuma edwardnewtoni Vinson & Vinson, 1969.
- Phelsuma flavigularis Mertens, 1962.
- Phelsuma gigas Liénard, 1842.
- Phelsuma gouldi Crottini, Gehring, Glaw, Harris, Lima & Vences, 2011.
- Phelsuma grandis Gray, 1870.
- Phelsuma guentheri Boulenger, 1885.
- Phelsuma guimbeaui Mertens, 1963.
- Phelsuma guttata Kaudern, 1922.
- Phelsuma hielscheri Rösler, Obst & Seipp, 2001.
- Phelsuma hoeschi Berghof & Trautmann, 2009.
- Phelsuma inexpectata Mertens, 1966.
- Phelsuma kely Schönecker, Bach & Glaw, 2004.
- Phelsuma klemmeri Seipp, 1991.
- Phelsuma kochi Mertens, 1954.
- Phelsuma laticauda (Boettger, 1880).
- Phelsuma lineata Gray, 1842.
- Phelsuma madagascariensis Gray, 1831.
- Phelsuma malamakibo Nussbaum, Raxworthy, Raselimanana & Ramanamanjato, 2000.
- Phelsuma masohoala Raxworthy & Nussbaum, 1994.
- Phelsuma modesta Mertens, 1970.
- Phelsuma mutabilis (Grandidier, 1869).
- Phelsuma nigristriata Meier, 1984.
- Phelsuma ornata Gray, 1825.
- Phelsuma parkeri Loveridge, 1941.
- Phelsuma parva Meier, 1983.
- Phelsuma pasteuri Meier, 1984.
- Phelsuma pronki Seipp, 1994.
- Phelsuma pusilla Mertens, 1964.
- Phelsuma quadriocellata (Peters, 1883).
- Phelsuma ravenala Raxworthy, Ingram, Rabibisoa & Pearson, 2007.
- Phelsuma robertmertensi Meier, 1980.
- Phelsuma roesleri Glaw, Gehring, Köhler, Franzen & Vences, 2010.
- Phelsuma rosagularis Vinson & Vinson, 1963.
- Phelsuma seippi Meier, 1987.
- Phelsuma serraticauda Mertens, 1963.
- Phelsuma standingi Methuen & Hewitt, 1913.
- Phelsuma sundbergi Rendahl, 1939.
- Phelsuma v-nigra Boettger, 1913.
- Phelsuma vanheygeni Lerner, 2004.